# William Orcutt Cushing
William Orcutt Cushing, född 31 december 1823 i Hingham, Massachusetts, död 1903. Amerikansk söndagsskolärare och pastor, först i Christian Church senare i Wesleyanska Metodistkyrkan. På äldre dar förlorade han talförmågan och ägnade sig då på heltid åt skriftställande. Han har författat omkring 300 sånger.

## Psalmer
- Följa, följa, jag vill följa Jesus, nr 825 i Frälsningsarméns sångbok 1990
- När han kommer, när han kommer, nr 735 i Svenska Missionsförbundets sångbok 1920. Finns på Wikisource.
- O Herre, min klippa, min salighets borg, nr 328 i Svenska Missionsförbundets sångbok 1920. Översatt av Erik Nyström
- Ring i himlens klockor, nr 222 i Svenska Missionsförbundets sångbok 1920. Översatt av Erik Nyström Finns på Wikisource.